# Зугдидская и Цаишская епархия
Зугдидско-Цаишская епархия (груз. ზუგდიდისა და ცაიშის ეპარქია) — епархия Грузинской православной церкви в Мегрелии, в центральной части исторического государства Эгриси. Кафедральным храмом епархии являются Зугдидская церковь Влахернской Божией Матери и Цаишский кафедральный храм Успения Пресвятой Богородицы. Зугдидско-Цаишская епархия включает в себя две исторические епархии — Цаишскую и Цаленджихскую.

## Границы
Граница епархии проходит по территории Зугдидского и Цалендхиского муниципалитетов. Юго-западная граница епархии проходит по Чёрному морю, на востоке граничит с Чкондидской епархией, на западе с Цхум-Абхазской, на севере с Местийской и верхне-Сванской, на юге с Потийско-Сенакской.

## История

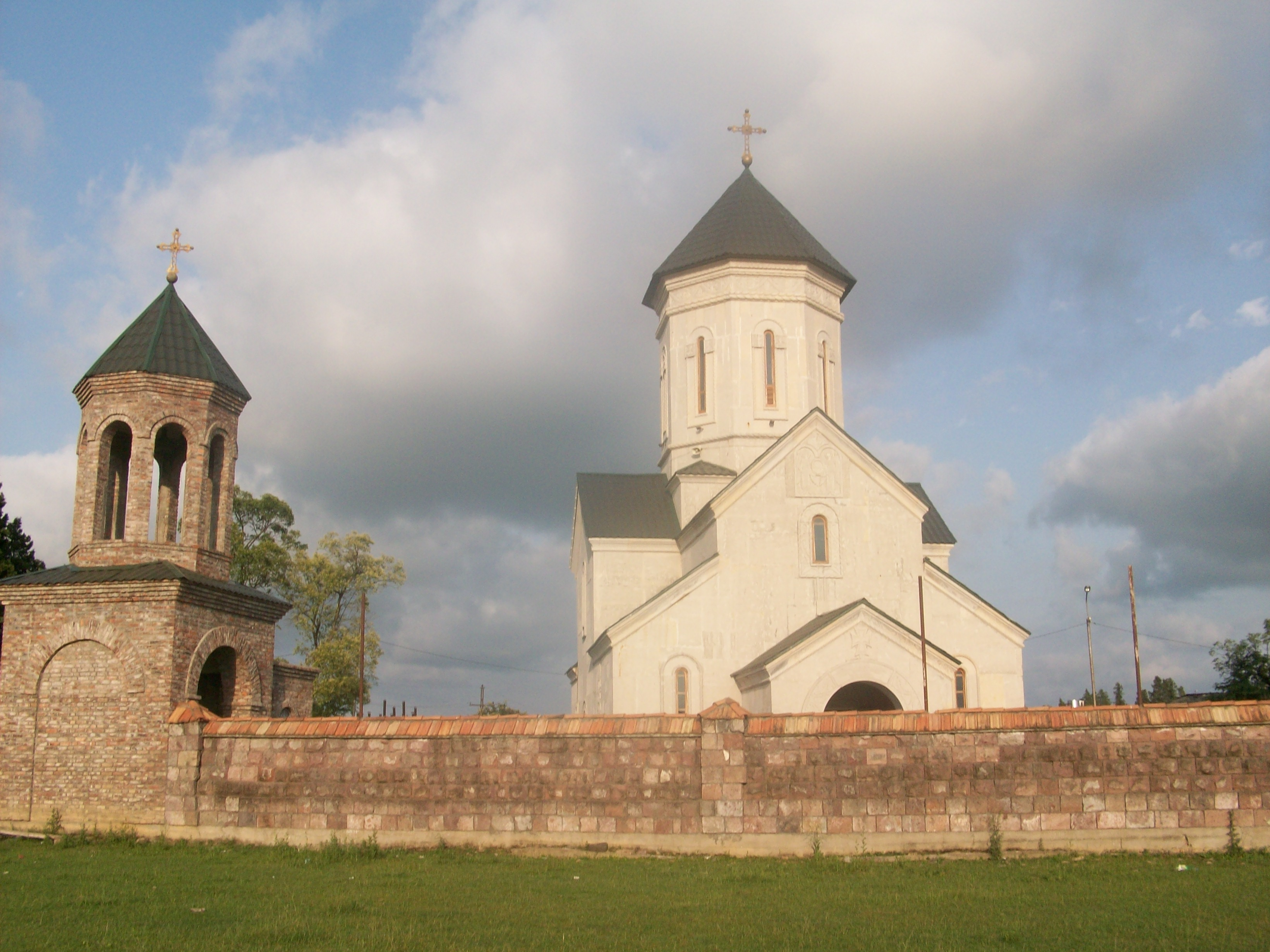
Церковь Рождества Пресвятой Богородицы в Зугдиди

Одним из важнейших епископств древней Грузии являлось Цаишское епископство, которое сегодня является частью Зугдидско-Цаишской епархии. Цаишское епископство, ликвидированное в 1823 году, было восстановлено постановлением священного Синода Грузинской православной церкви от 23 марта 1995 года под наизванием Зугдидско-Цаишской епархии.
Цаишское епископство является одним из древнейших епископств в Грузии, которое было основано в VI—VII веках. Упоминания о Цаишском епископстве встречаются в «Списке епископских Кафедр» Георгия Кипрского (Список создан в 602-610 годах) и в подобном же списке IX века Василия Софенского. В обоих случаях упоминается Саисская епархия в Лазике, которая безусловно является Цаишской, так как в греческом Ц и Ш передавались литерой сигма.
Первое упоминание о Цаишском епископстве в грузинских источниках появляется в X—XI веках. На Большом Кресте Цаиши сохранилось упоминание имени Цаишского епископа Ефрема, возле имени Баграта Курапалата.
В 1805 году в состав Цаишской епархии входит Самурзакано — территория от реки Энгури до реки Галидзга. 15 ноября 1823 года скончался Цаишский епископ Григол, что повлекло за собой ликвидацию Цаишской епархии. В 1829 году Чкондидскую, Цагерскую и Цаишскую епархии объединили в одну Мегрельскую (Кафедра епископа в Мартвили.)
В 1874 году Мегрельская епархия присоединилась к Имеретинской и ликвидирована кафедра Мартвильского епископа. 12 июня 1895 года была создана Гурийско-Мегрельская епархия.
5 апреля 1995 года решением святого Синода Грузинской православной церкви были созданы 27 епархий, среди которых была Зугдидско-Цаишская епархия, временным епископом которой был назначен епископ Цхум-Абхазский Даниэль.
С 1998 года епархией управляет митрополит Герасим (Шарашенидзе).

## Епископы
1. Ефрем / ეფრემი (XI век)

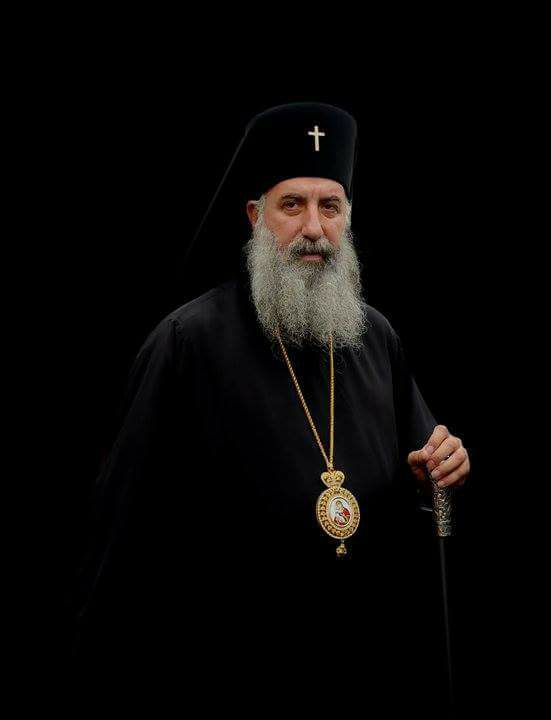
Митрополит Зугдидский и Цаишский Герасим

2. Иоанн I Пелагисдзе / იოანე I ფელაგისძე (XI или XII век)
3. Василий / ბასილი (начало XIV века)
4. Даниил /დანიელი (1440-е годы)
5. Иоаким / იოაკიმე (1470-е годы)
6. имя точно неизвестно — Николай, Евдемий или Макарий / ნიკოლოზ, ევდემოზ ან მაკაროზ (1480-е)
7. Евфимий / ეფთვიმე (1480-е)
8. Варфоломей / ბართლომე — XV—XVI века.
9. Кирилл (Жвания) / კირილე, ჟუანიძე (ჟვანია) (1549—1572)
10. Максим I / მაქსიმე I (последняя четверть XVI века)
11. Давид I / დავით I (конец XVI века)
12. Малахия (Гуриэли) / მალაქია გურიელი (1611/1612 — 1639)
13. Андрей / ანდრია (1639—1640)
14. Давид (Джолия) / დავით ჯოლია (упом. 1652)
15. Максим II (Агиашвили) / მაქსიმე II აგიაშვილი (1696—1701)
16. Свимон (Гогоберидзе) / სვიმონ ღოღობერიძე (1701—1709)
17. Максим II (Агиашвили) / მაქსიმე II აგიაშვილი (1709—1710) второй раз
18. Свимон (Гогоберидзе) / სვიმონ ღოღობერიძე (1710—1759) второй раз
19. Сопром (Гогоберидзе) / სოფრომ ღოღობერიძე (1766—1777)
20. Григорий (Чиковани) / გრიგოლ ჩიქოვანი (1777—1823)
21. Георгий (Шаламберидзе) / გიორგი შალამბერიძე (1988-1995)
22. Даниил (Датуашвили) / დანიელ დათუაშვილი (1995—1998)
23. Герасим (Шарашенидзе) / გერასიმე შარაშენიძე (с  1998)